# چرخه گشادی بینی

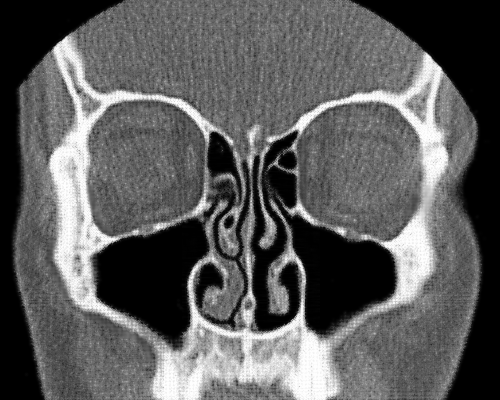
سی‌تی‌اسکن شواهدی از چرخه بینی را نشان می‌دهد. راه هوایی ثبت‌شده بیشتر در سمت راست تصویر است. شاخک‌های متورم در سمت چپ گرفتگی ایجاد می‌کند.

چرخه گشادی بینی (به انگلیسی: Nasal cycle)، یک حرکت ناخودآگاه از جایگزینی گرفتگی و رفع گرفتگی جزئی در حفره‌های بینی انسان و دیگر جانوران است. این عمل سبب جریان هوای بیشتر از طریق یک سوراخ بینی با تناوب دوره‌ای بین سوراخ‌های بینی می‌شود. این یک گرفتگی فیزیولوژیکی مخازن بینی است که به آن شاخک‌های بینی (برجستگی‌های استخوانی پیچ‌خورده در حفره‌های بینی) نیز می‌گویند، به دلیل فعال شدن انتخابی نیمی از سیستم عصبی خودمختار توسط هیپوتالاموس. نباید با بیماری گرفتگی بینی اشتباه گرفته شود.

## فواید برای بویایی
برخی از مواد شیمیایی بو به راحتی با گیرنده‌های بویایی، حتی در شرایط جریان هوای زیاد، متصل می‌شوند، و دیگر بوها در شرایط جریان هوای کم به زمان بیشتری برای اتصال به گیرنده‌ها نیاز دارند. با جریان هوای زیاد در یک طرف و جریان کم هوا در طرف دیگر، مرکز بویایی طیف بیشتری از بوها را تشخیص می‌دهد.
تحقیقات جدید هیچ ارتباط آماری معنی‌داری بین سوراخ بینی غالب خود به خود (یعنی غیراجباری) و نیم‌کره فعال مغز نشان نداده‌است.